# Plowmanianthus
Plowmanianthus är ett släkte av himmelsblomsväxter. Plowmanianthus ingår i familjen himmelsblomsväxter.
Kladogram enligt Catalogue of Life:
| Plowmanianthus | \| \| Plowmanianthus dressleri \| \| \| \| \| \| Plowmanianthus grandifolius \| \| \| \| \| \| Plowmanianthus panamensis \| \| \| \| \| \| Plowmanianthus perforans \| \| \| \| \| \| Plowmanianthus peruvianus \| \| \| \| |
|                | \| \| Plowmanianthus dressleri \| \| \| \| \| \| Plowmanianthus grandifolius \| \| \| \| \| \| Plowmanianthus panamensis \| \| \| \| \| \| Plowmanianthus perforans \| \| \| \| \| \| Plowmanianthus peruvianus \| \| \| \| |
|                | Plowmanianthus dressleri |
|                | |
|                | Plowmanianthus grandifolius |
|                | |
|                | Plowmanianthus panamensis |
|                | |
|                | Plowmanianthus perforans |
|                | |
|                | Plowmanianthus peruvianus |
|                | |